# Canon à air
 (janvier 2009).
Si vous disposez d'ouvrages ou d'articles de référence ou si vous connaissez des sites web de qualité traitant du thème abordé ici, merci de compléter l'article en donnant les références utiles à sa vérifiabilité et en les liant à la section « Notes et références ».

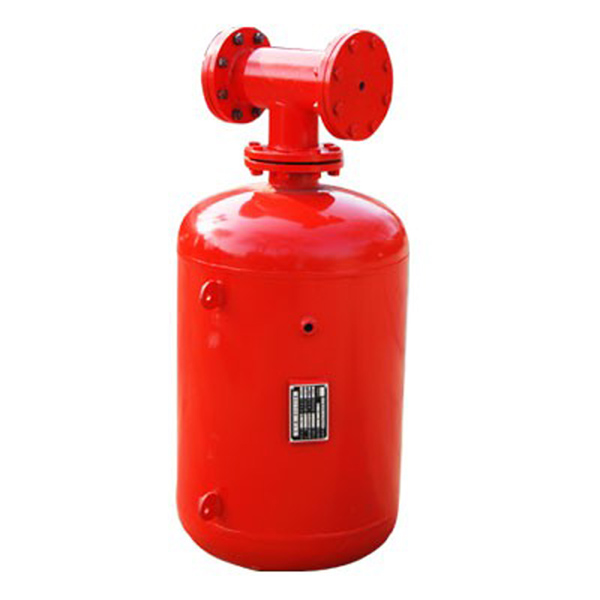
Canon à air

Un canon à air est un décolmateur[Quoi ?] pneumatique composé de deux éléments principaux : un réservoir sous pression (stockant la pression atmosphérique), et un mécanisme de déclenchement (dégagement à grande vitesse de l'air comprimé).
Les canons à air sont installés de manière permanente sur les parois des silos et trémies, pour toutes matières pulvérulentes, et de ce fait empêchent les formations de voûtes et de cheminées tout en maximisant la capacité de stockage.
Les canons à air n'exigent pas de pression d’air spécifique. L'air disponible en usine est généralement suffisant avec une pression minimum de 4 bars, même si une pression de 5 à 6 bars offre de meilleurs résultats. La consommation moyenne d'air est modérée, et dépend du nombre de tir par heure, de la taille des réservoirs, et du nombre de canons à air installés.
Par exemple, un canon à air de 50 litres consomme 0,60 Nm3/h d’air, à 6 bars de pression, avec 2 tirs par heure. L'air comprimé contenu dans le réservoir sous pression est instantanément libéré, et le souffle réalisé, appelé aussi « force d'impact » évacue la matière collant sur les parois (phénomène de cheminée), permet aussi de casser les ponts (phénomène de voûte) grâce à l'onde de choc obtenue. Les tirs sont habituellement organisés en utilisant un coffret séquentiel automatique.

## Principe de fonctionnement

### Phase 1: Mode de remplissage
L'air généré par le compresseur passe à travers le circuit d’air, alimente la « purge rapide » et remplit le mécanisme de tir, piston en position fermée. Le réservoir d'air est pressurisé généralement en moins de 15 secondes. (Selon la pression atmosphérique et le volume de l'air utilisé)

### Phase 2: Position d’attente
Un équilibre de pression entre le réservoir, le mécanisme de tir et le circuit d’air existe. C'est le mode d’attente.

### Phase 3: Le tir
Une fois activée, (manuellement ou de manière électrique), l’électrovanne disposée sur le circuit d’air purge instantanément le réseau d’air, créant un vide soudain.
Le piston, position fermé, est alors brutalement repoussé par le vide.créant une déflagration de l'air soudainement libéré du réservoir sous pression. Cette phase se mesure en millisecondes seulement.
Puis le cycle recommence par la phase 1.

## Critères de conception
Un canon à air efficace doit être conçu avec un cahier des charges précis :
1. Assurez la sécurité des opérateurs, de ce fait éviter les méthodes de nettoyages manuelles traditionnelles forts pénibles et dangereuses pour les opérateurs ;
2. Une conception robuste, capable de faire face à des conditions d’utilisations difficiles (chaleur, poussière, etc.) ;
3. Un entretien facile, dû à un dispositif de tir accessible ;
4. Un mécanisme interne tout aluminium, métal/ métal de construction, rendant le canon à air très fiable même face à un environnement difficile (chaleur et/ou à la poussière) ;
5. Une solution économique permettant de conserver une capacité de stockage optimum et d’éliminer les arrêts de fours dus aux concrétions.

Deux versions différentes existent :
1. Version haute température : Principalement pour des applications sur échangeur de chaleur et refroidisseur afin d’éliminer les croutages ; d'éviter des arrêts de fours et interruptions de production voire de coûteux arrêts non programmés d'usine ;
2. Version basse température : Pour éliminer les stocks morts et l'accumulation de tout matériau pulvérulent ou en vrac pour toute unité de stockage, et de ce fait assurer l'optimisation de la capacité des silos et trémies.

Les canons à air, résolvent des problèmes de colmatage se produisant dans les Cimenteries, entre autres, avec des colmatages se produisant dans les tours de préchauffage (entrée de four, cyclones, gaine gaz, etc.) et dans les refroidisseurs à grille, permettant de substantielles économies.